# Nagyenyedi időszakos sajtótermékek

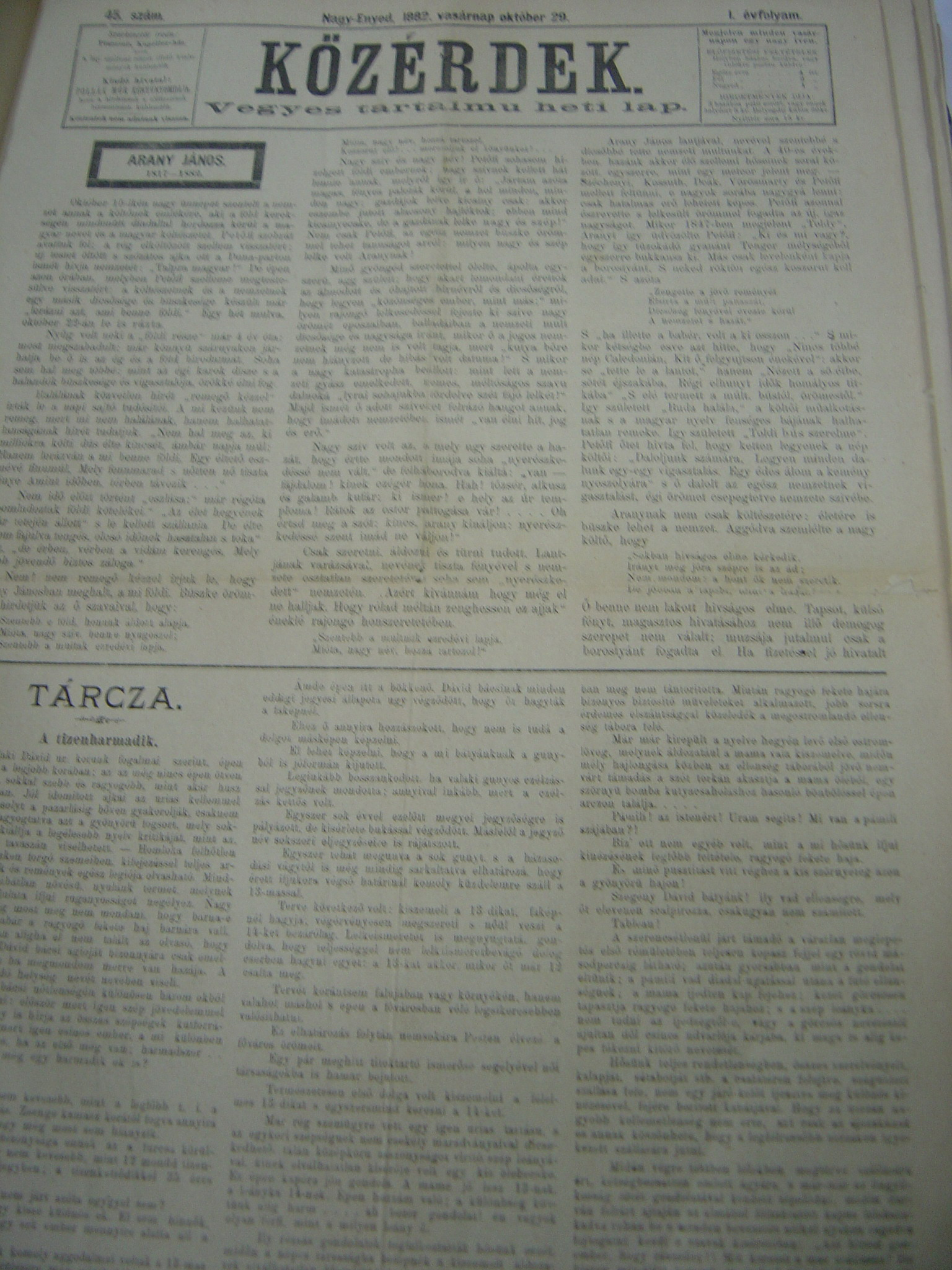
Közérdek, 1882. október 29.

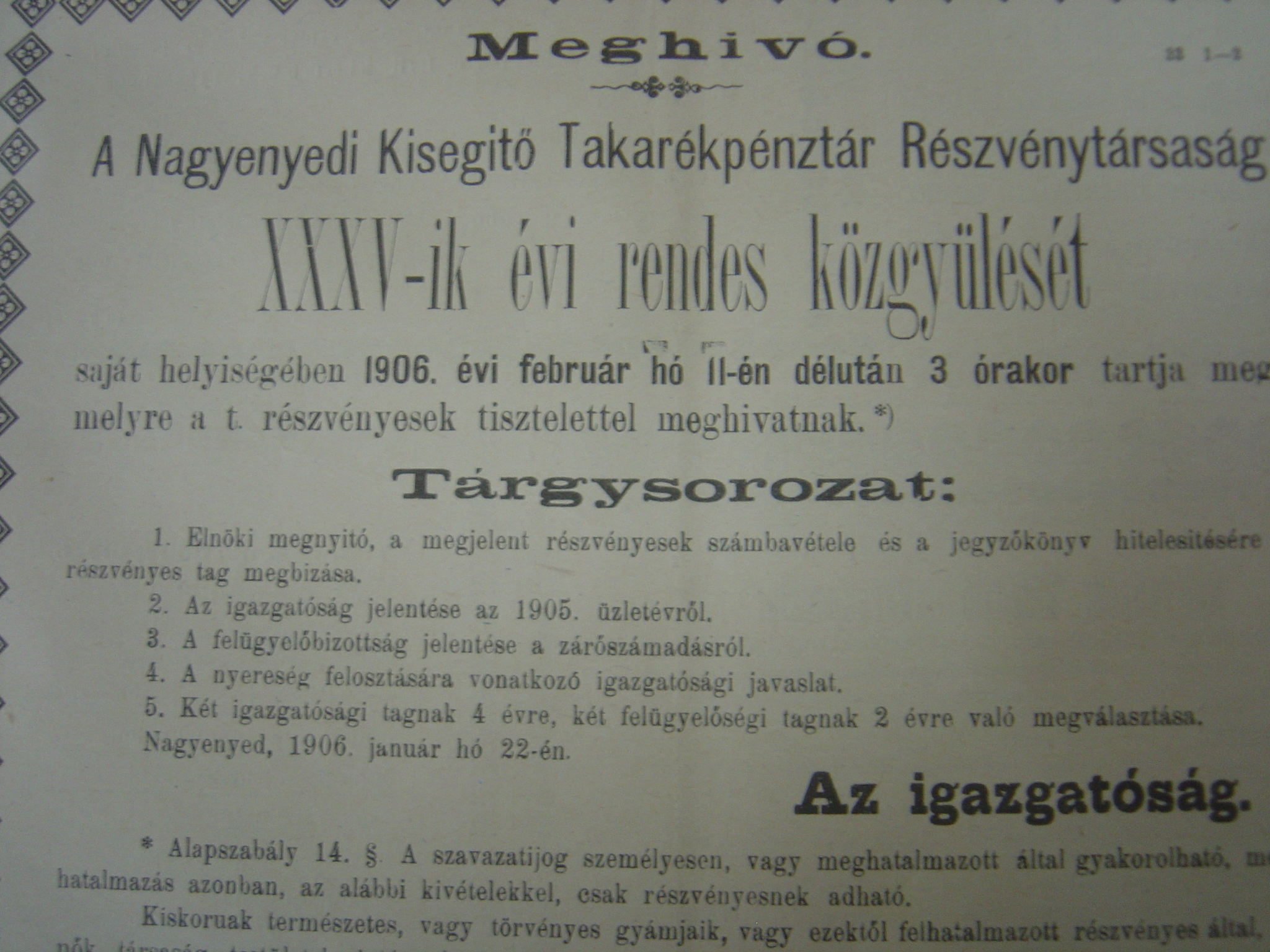
Közérdek, 1906 februárjának első heti kiadása

A nagyenyedi időszaki sajtó előzményei a 18. század legvégére nyúlnak vissza. 1791-ben a Bethlen Gábor Kollégium ifjúsága megalapította a Nagyenyedi Magyar Társaságot, amely a következő évben már zsebkönyvet adott ki Próba címmel. A benne megjelent írások közül a Molière-fordítások jelentősebbek. Ennek a zsebkönyvnek azonban a korabeli politikai viszonyok miatt nem lehetett folytatása, hiszen akkoriban még az iskolai színjátszást is betiltotta a hatalom.
Jó pár évtized után ezt a zsebkönyvet újabb követte. Ez volt a Vizi István által szerkesztett és kiadott Virágkosár (1835–1837-ben), melynen lapjain idősebb költők (pl. id. Zeyk János) alkotásai is szerepeltek. 1837-ben a zsebkönyvet a Gáspár János alapította Tudós Társaság tagjai, az akkori végzős diákok – álnéven közölt – írásai töltötték meg. Közülük Gáspár János, Mentovich Ferenc, Salamon József, Sükei Károly és Czakó Zsigmond vált ismertté.
Néhány évvel később – még az időszaki sajtó előzményeként – egy újabb nyomdatermék jelentkezett Enyeden: a Bethlen Kollégium félévi vizsgai jelentései. Az iskola elöljárósága itt közölhette „a felsőbb tudományokat hallgató ifjak s az alsóbb osztályokban tanuló növendékek” névsorát is. Ezeknek a jelentéseknek a sora az 1848-as forradalmi események és az utánuk következő elnyomás miatt félbeszakadt. A Kollégium diáksága csak 1868-ban indíthatta el az évente megjelenő Értesítőket. Az egyes iskolai évek történetén kívül, a század végétől kezdve tudományos szempontból értékes székfoglaló értekezések is jelentek meg a tanárok (Bodrogi János, Szilády Zoltán, Veress Gábor, Dóczy Ferenc, Ágai László, Járai István, Jékely Lajos (Áprily Lajos), Fejes Áron, Csaplár Aladár) tollából. Ezeken kívül figyelmet érdemeltek a rektori évnyitó beszédek, az évfordulókra írott megemlékezések, az elhunyt tanárok nekrológjai és a tanulmányi jelentések – mind bizonyságai a Bethlen Gábor Kollégium szellemi életének, dokumentumai a kollégium történetének. Az első világháború kitörése után a tudományos közlemények kimaradtak az Értesítőkből; azok – különösen a két világháború közötti kisebbségi körülmények között – már csak az iskolai életre vonatkozó adatokat tartalmazták.
Az időszaki nyomdatermékek kategóriájába tartoznak a naptárak is, amelyek közül az első a Közhasznú (és közcélú) Nagyenyedi Naptár volt. Ezt Lőcsei (Spielenberg) Lajos indította el 1861-ben (szerkesztői tisztségét a 70-es években is betöltötte), kiadója pedig Wokál János könyvárus volt. A naptárt ebben az időszakban Stein János kolozsvári könyvműhelyében nyomtatták. Az 1890-es években ifj. Cirner József lett a Naptár kiadója, kiadását pedig a Nagyenyedi Könyvnyomda és Papírárugyár Rt. vette át. Ötvenhetedik évfolyama 1918-ban jelent meg, további lapszámokról azonban – a kisebbségi élet körülményei között – nincs adat. A műfaj hagyományaihoz híven ebben a naptárban is sok értékes várostörténeti és ismeretterjesztő közlemény jelent meg: az 1861-es Naptárban a város rövid története, leírás az 1819-es és az 1860. július 17-i nagy árvizekről, amikor az Enyedi-patak az egész Porondot és a bal partján épült, alacsonyabban fekvő városrészt elöntötte. A Naptár az Erdélyi Gazda közleményei alapján gazdasági tanácsokat is tartalmazott: foglalkozott gyümölcsészettel, ipari kérdésekkel, gabonatermesztéssel. Innen lehet tudni, hogy 1881-ben Gyümölcsészeti Egylet alakult Nagyenyeden, amely a következő esztendőben hozzákezdett a gyümölcsnemesítéshez, faiskolát létesített a megyeháza nagy kertjében, és éveken át szállította Pestre, sőt Bécsbe is a pónyik-, batul- és algyógyi almát. 1881-ben állami bronzérmet is nyertek Budapesten. A faiskolát később is fenntartották és választékát újabb fajtákkal gyarapították. Hatása Enyed környékén kívül kiterjedt Erdély távolabbi vidékeire is. Ugyancsak a Közhasznú Nagyenyedi Naptárból tudjuk, hogy 1890-től kezdve a város iparosodására a börtön lakatosműhelye nagy hatást gyakorolt; 1900 után pedig gyógyszerészeti dobozokat gyártó papírárugyár létesült a városban. A gazdasági jelentéseken kívül a Naptárban irodalmi anyag is szerepelt: itt jelent meg Kőváry László történelmi elbeszélése a Két fűzfa vagy Szabó Dezső testvérének, Szabó Jenőnek versei.
A szó igazi értelmében vett időszaki sajtótermékek – az előbb említett Értesítőkkel és Naptárakkal párhuzamosan – eléggé későn jelentkeztek Enyed szellemi életében. Az első lap 1876-ban jelent meg. Ez volt az Egyházi és Iskolai Szemle, amelyet dr. Bartók György szerkesztett nyolc évfolyamon át. Rendszeresen, negyedévi melléklettel hetenként jelent meg. E kiadvány sokat foglalkozott a Bethlen Kollégium anyagi kérdéseivel, egyházi, pedagógiai problémákkal. A lap munkatársai jórészt az akkor még Enyeden működő református teológia tanárai sorából kerültek ki: Berde Sándor, Hegedüs Lajos, Keresztes József, Kovács Ödön, Löte Lajos, Szabó Sámuel, Székely Ferenc.
Egy évvel később, 1877. március 3-án indult Enyed első politikai és társadalmi kérdésekkel foglalkozó hetilapja, a Schreiber József szerkesztette Alsó-Fehér megyei Lapok. Fejléce szerint hetenként kétszer jelent meg, de csak rövid ideig, mert április 25-én megszűnt.
A közönség elvárásainak sokkal inkább megfelelt az öt évvel később útjára bocsátott Közérdek, amely 1882-től 1918 őszéig hetenkénti rendszerességgel jelen volt Enyed életében. A „vegyes tartalmú hetilap” kitartó megjelenését az is lehetővé tette, hogy az egykori Alsó-Fehér vármegye székhelyén kormánypárti lapként jelent meg, 1892-től a világháborúig hetenként kétszer is. A lapot dr. Boros Gábor szerkesztette, szerkesztőbizottságát pedig a város akkori vezető értelmisége alkotta: dr. Magyari Károly, Makkai Domokos, Szilágyi Farkas, Szilágyi Gyula, Török Bertalan, Váró Ferenc, majd dr. Farnos Dezső, dr. Szabó Ferenc és dr. Müller Jenő, Enyed egyik legtekintélyesebb ügyvédje.
Nagy jelentőséggel bírtak a Közérdek Enyed fejlett művelődési életéről tanúskodó kulturális hírei, tudósításai. A vendégszereplő színtársulatok mellett – amint a cikkekből kiderült – a Műkedvelő Társulat is rendezett előadásokat, a Nagyenyedi Daloskör hangversenyein pedig Beethoven, Meyerbeer, Wagner és más klasszikusok darabjait adták elő Borsai Samu, majd Veress Gábor vezényletével. Az enyedi közönség a korszak legnagyobb művészeit ünnepelhette. Sokáig emlékezetes maradt a város művészetkedvelő közönsége számára Reményi Ede 1891. április 22-i hangversenye, amelyen a nagy művész Liszt Ferenc, Chopin, Schubert műveit, valamint az általa átírt magyar népdalokat játszotta, és úgy fellelkesítette a közönséget, hogy az ifjúság este fáklyásmenettel ünnepelte. 1892. augusztus 6-án – írta egy másik beszámoló – „a legnagyobb magyar tragika”, Jászai Mari aratott addig példátlan sikert az enyedi színpadon Victor Hugo Angelójában, majd másnap, 7-én az Elektrában. Erről az alakításról a lap munkatársai így vélekedtek: „Az nem művészet volt többé, hanem élet, reális, borzadályra ingerlő élet, amelynek láttára elfeledtük, hogy csak festett világot látunk” (1892. augusztus 10.). Az 1890-es években – amint ezt a Közérdekből tudni lehetett – egy vidéki színtársulat Shakespeare-tragédiákat, Katona József Bánk bánját, és az Az ember tragédiáját is előadta a városban nagy sikerrel. A hangversenyek az 1910-es években is folytatódtak, az Iparos Önképzőkörben vagy a vármegyeháza dísztermében. 1917 decemberében Liszt Ferenc- és Puccini-dalok hangzottak el itt, és Tosca nagyáriája.
A századfordulón a tudományos életben is emlékezetre méltó kezdeményezések történtek Enyeden: 1890-ben dr. Magyari Károly és dr. Winkler Albert felhívása nyomán megalakult az Alsó-Fehér megyei Orvos- és Gyógyszerészegylet, ami abban az évben, majd 1894-ben és 1897-ben Évkönyvet adott ki. E kiadvány lapjait a szaküléseken elhangzott előadások, szakdolgozatok töltötték meg. A tudományos munka színvonalát az Egyesület által átvett dr. Váradi Sámuel-féle szakkönyvtár biztosította. Hozzájárult a helyi tudományos élet fellendítéséhez az is, hogy 1906-ban a Bethlen Gábor Kollégiumban Fogarasi Albert elnökletével elkezdődtek a szabadlíceumi előadások, amelyek a tudományok eredményei mellett különböző időszerű kérdésekkel foglalkoztatták a nagyközönséget. Ezekről az előadásokról rendszeresen hírt adott a Közérdek. Cikkek jelentek meg a Kollégium egykori diákjáról, Kőrösi Csoma Sándorról is, akinek 1904-ben a város szobrot akart állítani, és erre pénzt is gyűjtöttek. Egy későbbi lapszámban, 1911-ben jellemző epigrammát olvashattak az egykori enyediek a nagy magyar tudósról. Az epigramma így végződik:
"Megy Csoma, küzd, nyomorogva kutat, használ a tudásnak,
Sír tetemét befogadta s véle keble nagy álmát."
Két évvel később, 1913-ban a Bethlen Kollégium dísztermében felavatták Holló Barnabásnak Schoeft Ágoston rajza alapján készült, bronzba öntött mellszobrát, a Magyar Tudományos Akadémia budapesti székházának előcsarnokában felállított szobor másolatát – erről a kiemelkedő eseményről szintén tudomást szerezhettek a Közérdek egykori olvasói. A lap az első világháború idején is megjelent.
A Közérdek mellett néhány éven át – a század eleji politikai harcokból érthetően – egy másik lapja is volt Enyednek: gróf Teleki Arvéd által szerkesztett Alsófehér, „az Alsó-Fehér vármegyei egyesült ellenzék hivatalos lapja”. A kiadvány politikai küzdelmekben az 1848-as alapra helyezkedett, és széles körű munkatársi gárdát szervezett. Az enyedi közönség ennek a lapnak a hasábjain találkozott az 1910-es évek első felében Ady Endre költészetével, itt közölte első írásait Berde Mária, és itt jelentkezett – még Jékely Lajos néven – Áprily Lajos is.
Két évig – a Közérdek megszűnése után – maradt az enyedi és Enyed környéki magyarság magyar sajtótermék nélkül. Az első próbálkozások után 1921-re sikerült összehozni az Enyedi Újság kiadásához szükséges feltételeket. Megszűnéséig, 1930-ig „hűséges krónikása” a város és környéke eseményeinek.
1931-ben az Enyedi Újság fejlécet változtatott és Enyedi Hírlap címen jelent meg. Az újság szerkesztésében, tartalmában, célkitűzéseiben nem tért el elődjétől. A háború utolsó két évében már nem jelenhetett meg és a bécsi döntéssel megszűnt. A háború utáni gazdasági és politikai helyzet nem tette lehetővé egy magyar nyelvű lap kiadását. A vidék híreiről romániai vonatkozásban 1935-től a Bukarestben megjelenő Előre tudósított.
Az Erdélyi Gazda 1871-ben jelent meg kolozsvári szerkesztéssel, mint az Erdélyi Gazdasági Egyesület lapja. 1940-től az Erdélyi Gazdát két helyen szerkesztették és adták ki: Kolozsváron és Enyeden, a bécsi döntés révén Dél-Erdélyben maradt magyar falusi lakosság részére. Négy évig működött az enyedi szerkesztőség (1940-1944). A lap felelős szerkesztője Teleki Ádám, majd Nagy Endre volt, szerkesztője a négy év alatt Kacsó Sándor. Enyed szellemi és társadalmi életében igen jelentős szerepet kapott a lap különösen 1942-44 között, amikor az Enyedi Hírlap már nem jelenhetett meg. Nem csak gazdasági jellegű szakcikkeket közölt, hanem Szellemi Életünk című része céltudatosan népszerűsítette a magyar klasszikus és népi irodalmat. 1944-ben az enyedi központú Erdélyi Gazda megszűnt. A kolozsvári szerkesztésű változat utolsó száma 1945. április 20-án látott napvilágot.
A második világháború után több mint 45 éven át Nagyenyednek nem volt magyar nyelvű lapja. Rajon-székhellyé süllyesztették, és a magyar szellemi élet csak a Bethlen Gábor Kollégium kisugárzásában volt jelen a városban. Az 1989. decemberi változással újra történtek kísérletek helyi magyar nyelvű lap indítására: 1990-ben rövid ideig megjelent az Egymásért (a Fehér megyei RMDSZ lapja), majd az Enyedi Hírlap (1991. március–május), amely a tordai Aranyosvidékkel egyesülve Szülőföld címmel látott napvilágot Csávossy György és Györfi Dénes szerkesztésében. Ezenkívül  sokszorosított lapot adott ki a nagyenyedi és felenyedi református gyülekezet Enyedi Sion címmel és a nagyenyedi Ifjúsági Keresztyén Egyesület Enyedi Ifjúság címmel.

## Betűrendes lista
Betűrendben az ismert 19. és 20. századi magyar nyelvű enyedi időszaki sajtótermékek adatai: 
- Alsófehér. Az Alsó-Fehér vármegyei egyesült ellenzék hivatalos lapja (1905–1918). Megjelent hetenként kétszer. Főszerkesztő: gr. Teleki Arvéd. Felelős szerkesztő: dr. Asztalos Kálmán.
- Alsó-Fehérmegyei Lapok. Társadalmi, közgazdasági és ismeretterjesztő közlöny (1877. március 3. – április 25.). Felelős szerkesztő: Schreiber Gusztáv.
- Alsó-Fehérvármegye Hivatalos Lapja. (1903–1916). Szerkesztő: Cirner Ákos, Joksman Ödön, Zalányi Géza, Nagy Pál, Horváth József. Megjelent minden csütörtökön.
- Egymásért. A Fehér megyei RMDSZ lapja (1990).
- Egyházi és Iskolai Szemle (1876. jún. 7. – 1883. dec. 31.). Megjelent havonta. Szerkesztő: Bartók György.
- Enyedi Hírlap. I. Politikai, társadalmi és gazdasági lap (1931. jan. 23. – 1940. aug. 18.). Felelős szerkesztő: Szabó András. Segédszerkesztő és kiadóhivatali megbízott Papp G. György. Főmunkatárs: Fövenyessy Bertalan. [1937. aug. 29-től Hírlap címmel jelent meg: 1938–39-ben alcíme Gazeta Aiudului.]
- II. Nagyenyed–Torda (1991. márc. 8. – 1991. máj. 18.). [Előzménye az Egymásért; a tordai Aranyosvidékkel egyesülve Szülőföld címmel jelent meg.]
- Enyedi Ifjúság. A nagyenyedi IKE havilapja. (1993–). Szerkesztő: Szász Csaba, Szakács Ferenc.
- Enyedi Újság. Politikai és társadalmi lap (1919. jan. 5. – febr. 16.; 1922. jan. 15. – 1930. dec. 28.; 1935. febr. 10. – dec. 29.). Felelős szerkesztő: Szabó András; 1935-ben Papp G. György. Kiadótulajdonos: Keresztes N. Imre. Főmunkatárs: Fövenyessy Bertalan.
- Enyedi Sion. A nagyenyedi és felenyedi református gyülekezet havi értesítője (1991. okt. 31. –). Szerkesztők: Pásztori Kupán István és Lőrincz Zoltán.
- Erdélyi Gazda. Az EMGE hivatalos lapja (70. évf., 1941–1945, 3. sz.). Főszerkesztő: gr. Teleki Ádám; 1942. 10. számtól dr. Nagy Endre. Felelős szerkesztő: dr. Nagy Endre. Szerkesztő: Kacsó Sándor.
- Erdélyi Hírlap (1903). Főszerkesztő: dr. Asztalos Kálmán. Főmunkatársak: Fogarasi Albert és dr. Farnos Dezső.
- Közérdek. Vegyes tartalmú hetilap (1882–1918). Szerkesztő: Boros Gábor (1882); Szilágyi Farkas (1883–1906); felelős szerkesztő (1907-től) Müller Jenő; főmunkatárs: dr. Szász Pál, Magyary Károly, Török Bertalan. Kiadó (1882–1896) Wokál János, 1897 után a Nagyenyedi Könyvnyomda és Papírárugyár Rt. [A lap 1918. 47. számmal szűnik meg]
- Magyar Dalárdák Lapja. Ének és zenei folyóirat (1923. ápr. 15.). Szerkesztő és kiadó: Fövenyessy Bertalan.
- Református Egyházi Élet. Az aiud–nagyenyedi református egyházközség gyülekezeti lapja (1934. aug. 13. – 1942.) Megjelent július és augusztus kivételével havonta. Felelős szerkesztő: Kováts Pál. Felelős kiadó: Joós Lajos.
- Szivárvány (1919). Szerkesztő: Vadadi Albert. Kolozsvári szerkesztő: Nagy Sándor.
- Szövetkezés. A Hangya Szövetkezetek hivatalos lapja (1925. júl. 5. – 1943. aug. 15.) Megjelent minden vasárnap. Felelős szerkesztő: Szent-Iványi Árpád (1932-ig); Fekete György (1932-től). Főmunkatárs: Ürmösi József. Főszerkesztő: (1932-től) Gazda Kálmán. Kiadja a Hangya Szövetkezeti Szövetség. Felelős szerkesztő: Fekete György (1945. 1–18. sz). [Elődje 1919–1925 között az Erdélyi Gazda mellékleteként megjelenő Hangya, 1932 után Kisgazda, Családi Kör, Gyermekeknek című rovatokkal. Az 1946. 17. számtól az 1949. 8. számig – megszűnéséig – Marosvásárhelyen jelenik meg mint a Kaláka Erdélyi Népi Szövetkezetek Központja Tagszervezeteinek hivatalos lapja]
- Szülőföld. Társadalmi és művelődési fórum (1991. máj –). Szerkesztő: Csávossy György és Györfi Dénes. [Lásd még: Enyedi Hírlap. II.]
- Vasárnapi Iskolai Vezetők Lapja (1939. szept. – 1940. jún.) Megjelent július és augusztus kivételével havonta. Szerkesztő: Juhász Albert. Főmunkatárs: Mózes András.
- Vezetők Lapja. Vasárnapi iskolai és bibliaköri vezetők számára (1931. jan. – 1934.).[1933-ig Az Út melléklete.] Szerkesztő: Imre Lajos. [1934-től az Én Kicsinyeim melléklete. Szerkesztő: Juhász Albert és Mózes András]

A felsorolt lapok és a már említett Közhasznú Nagyenyedi Naptár (1861–1918) mellett számon kell tartanunk az 1941–1944 között Enyeden kiadott könyvnaptárakat (Diáknaptár, Hangya-Naptár, Gazda Naptár, Református Naptár) is, amelyek a szokásos naptári tudnivalók és a jellegükből következő írások mellett szépirodalmi anyagot is közöltek.
Említést érdemelnek még Az Alsófehérvármegyei Gazdasági Egyesület Évkönyvei (1898–1901) és Alsó-Fehér Vármegye Alispánjának Közigazgatási Jelentései (1898–1914).

## Külső hivatkozások
- http://www.epa.oszk.hu/00900/00979/00010/pdf/127-131.pdf
- https://web.archive.org/web/20101224012623/http://www.dntcj.ro/muvelodes/98fe06.htm